# Финли — пожарная машина
«Финли — пожарная машина» (англ. Finley the Fire Engine) — американо-британский анимационный детский телесериал, созданный студией Balley Beg Animation Studios в Дугласе, остров Мэн.

## Синопсис
Мультсериал «Финли — пожарная машина» рассказывает об антропоморфных автомобилях в вымышленном городе под названием Френдвилль. В эфир вышло 78 эпизодов, каждый из которых длится 15 минут. Британский дубляж сериала был показан в Великобритании детским каналом BBC — CBeebies. Мультсериал транслировался с 23 июля 2007 по 30 ноября 2012 года, а студия записи голоса и финальный микс были предоставлены компанией Ten Pin Alley Limited. В Австралии сериал транслировался с 18 марта 2008 по 4 мая 2014 года на телеканале ABC, а в России трансляция сериала началась в декабре 2008 года на канале «ТелеНяня» (позднее — «Карусель»).

## Персонажи

### Основные
- Финли (озвучен Ченселлором Миллером в США) — красный пожарный автомобиль. Он доброжелательный и щедрый, живёт в пожарной части № 5 и не любит ничего лучше, чем весело проводить время со своими друзьями по дороге. Иногда он спит со своим плюшевым мишкой Дизелем.
- Декс, известный также как Декстер (озвучен Ричардом Стивеном Хорвицем в США) — синий самосвал, являющийся антигероем мультсериала. Несмотря на то, что Декс немного хулиганит, у него более мягкая сторона, и он благодарен Финли за доброту к нему.
- Капитан Паркер (озвучен Джастином Флетчером в Великобритании и Дином Смитом в США) — пожарный автомобиль, являющийся старшим братом Финли. Он всегда держит банду под контролем. Создан на базе пожарного автомобиля 1951 Mack.
- Ди Джей — экскаваторщица, которая не получает ничего лучше, чем копать. В эпизоде «Погасите свет» выясняется, что она иногда сосёт свой совок, когда ложится спать. В США её озвучивает Кристина Пьючелли.
- Джесси — жёлто-розовая эвакуаторщица с сиреной в форме лука и красным носом. Обычно она робкая и застенчивая, но всегда готова прийти на помощь. В США её озвучивает Кристина Пьючелли.
- Изабель — зелёно-фиолетовая перевозчица мороженого, очень вежливая и жизнерадостная. В США её озвучивает Тара Стронг.
- Эбигейл (озвучена Джанет Джеймс в Великобритании и Тарой Стронг в США) — добрая белая машина скорой помощи.
- Мигель — серебристый почтовый автомобиль, очень профессиональный и организованный. В эпизоде «Погасите свет» выясняется, что он спит с включёнными габаритными огнями. В США его озвучивает Джеймс Арнольд Тэйлор.
- Горби — зелёный мусоровоз, являющийся лучшим другом Финли. Он может быть немного дерзким и глупым.
- Скути — жёлтый школьный автобус и лучший друг Мигеля, который может немного нервничать. В США его озвучивает Карлос Алазраки.
- Хьюберт — сине-белый автомобиль полиции, который разгадывает тайны. Его озвучивает Квинтон Флинн.
- Скаут — самец далматина, который является как лучшим другом Финли, так и домашним далматином капитана Паркера с несколькими голубыми пятнами на белом мехе.

### Второстепенные
- Карл — синий грузовой автомобиль.
- Suds — автомойка в фиолетово-розовом цвете.
- Мистер Белл — жёлтый говорящий колокольчик пожарной станции, который обычно проводит день во сне, хотя однажды он не смог этого сделать, пока наконец не смог заснуть, когда Эбигейл брызнула на него маслом.
- Лайл и Лоис — топливные насосы голубого и оранжевого цветов, соответственно.
- Полли — серебристый пожарный шест.